# Cromlech von Fontainhas

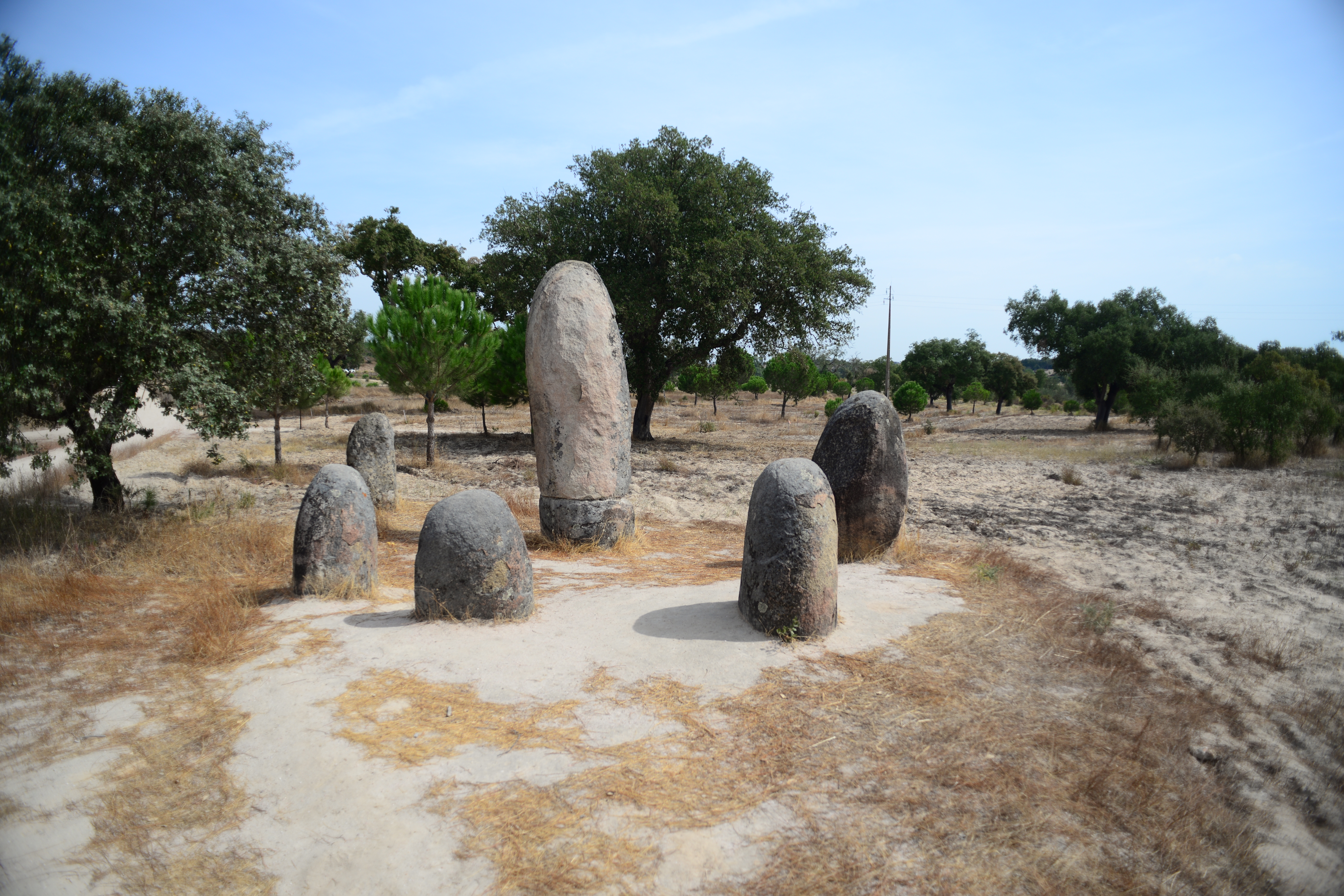
Cromlech von Fontainhas

Der Cromlech von Fontainhas (portugiesisch Cromeleque das Fontainhas oder „Cromeleque do Monte das Fontaínhas Velhas“ genannt) ist ein U-förmiger Halbkreis in der Nähe von Mora, bei Pavia im Distrikt Évora im Alentejo in Portugal.
Der U-förmige Cromlech besteht aus sechs tonnenförmigen Menhiren („Pedras talhas“ genannt) aus poliertem Granit. Als er entdeckt wurde, wurden drei kleinere unterschiedlich große Menhire aufgestellt. Der größte, ein etwa 4,0 m langer Stein war zerbrochen. Zwei weitere Megalithen wurden 2005 gefunden und zwei Standspuren zwischen den Menhiren weisen auf zwei weitere Menhire hin. Heute sind alle erhaltenen Menhire an ihrem ehemaligen Standort aufgerichtet. 
Der Cromlech stammt aus dem frühen 4. oder der Mitte des 3. Jahrtausend v. Chr. Er gehört zur Großsteinlandschaft des Landkreises Évora und wurde 1990 als Denkmal von öffentlichem Interesse klassifiziert.